# Veľký Kamenec
Veľký Kamenec – wieś (obec) na Słowacji położona w kraju koszyckim, w powiecie Trebišov. Pierwsze wzmianki o miejscowości pochodzą z roku 1280. 
Według danych z dnia 31 grudnia 2012, wieś zamieszkiwało 808 osób, w tym 425 kobiet i 383 mężczyzn.
W 2001 roku rozkład populacji względem narodowości i przynależności etnicznej wyglądał następująco:
- Słowacy – 10,02%
- Czesi – 0,12%
- Romowie – 0,71%
- Rusini – 0,24%
- Ukraińcy – 0,24%
- Węgrzy – 88,68%

Ze względu na wyznawaną religię struktura mieszkańców kształtowała się w 2001 roku następująco:
- Katolicy rzymscy – 37,03%
- Grekokatolicy – 7,31%
- Ateiści – 2%
- Nie podano – 0,24%